# Avena barbata subsp. barbata
Avena barbata subsp. barbata é uma subespécie de planta com flor pertencente à família Poaceae.

Os seus nomes comuns são aveia-barbada, aveinha, balanco, balanco-bravo, balanco-menor ou rabo-de-gato.

## Portugal
Trata-se de uma subespécie presente no território português, nomeadamente em Portugal Continental.
Em termos de naturalidade é nativa da região atrás indicada.

## Protecção
Não se encontra protegida por legislação portuguesa ou da Comunidade Europeia.